# Greenville, Rhode Island
Greenville är en ort i Providence County i delstaten Rhode Island, USA.